# الجنة (مسلسل تلفزيوني)
The Paradise هو مسلسل درامي تلفزيوني بريطاني شاركت في إنتاجه شركتان هما استوديوهات BBC و Masterpiece . عرض فيلم The Paradise لأول مرة في المملكة المتحدة على BBC One في 25 سبتمبر 2012 وعرض لأول مرة في الولايات المتحدة على PBS في 6 أكتوبر 2013. المسلسل مقتبس من رواية إميل زولا عام 1883 Au Bonheur des Dames التي تنقل القصة إلى شمال شرق إنجلترا . (رواية زولا نفسها هي إعادة سرد لقصة أريستيد بوكيكوت ، مؤسس بيليم المولود لـ Le Bon Marché . ) 
تم التكليف لإنتاج جزء ثانية من قبل BBC One في أواخر أكتوبر 2012  وتم بثها في 20 أكتوبر 2013 على BBC One.
في 12 فبراير 2014 ، أكدت هيئة الإذاعة البريطانية أن The Paradise لن يكون له جزء أخر. وأشاروا إلى أن البرنامج يحتوي على أرقام أقل من الأعمال الدرامية الجديدة نسبيًا مثل Death in Paradise و Sherlock و Silk . علاوة على ذلك ، كان أداء منافسها في ITV السيد سلفريدج أفضل.

## قطعة

### السلسلة 1
بدأ الجزء 1 في عام 1875 ، وتصور حياة وأحب الأشخاص الذين يعملون ويتسوقون ويتاجرون في املاك أول متاجر إنجليزي متعدد الأقسام. مالك متجر The Paradise هو الأرمل جون موراي. كان جون موراي في يوم من الأيام صبيًا في متجر إيمرسون ، المتجر الصغير الذي نما تحت إدارته إلى The Paradise ، والذي أصبح يهيمن على الشارع الرئيسي على حساب أصحاب المتاجر الصغيرة في الجوار.
في هذا العالم تأتي دنيس لوفيت ، من بلدة بيبلز الصغيرة في اسكتلندا ، والتي يعد عمها إدموند أحد أصحاب المتاجر الذين يكافحون من أجل البقاء. شغل دينيس وظيفة في The Paradise وسرعان ما رآه موراي كنجم
صاعد ، مما أثار انزعاج الآنسة أودري ، رئيسة أزياء السيدات ، وكلارا ، زميلتها في المتجر. اعتمد موراي مالياً على اللورد جليندينينج ، الذي صممت ابنته كاثرين على الزواج من موراي وترى أن دينيس يمثل تهديدًا مباشرًا لطموحاتها.

### السلسلة 2
مات اللورد جليندينينج ورثت كاثرين جليندينينج الجنة. لديها الآن زوج ، توم ويستون ، وابنة صغيرة تدعى فلورا. تطلب كاثرين من موراي ، المنفي إلى باريس ، العودة لإحياء ثروات The Paradise وحفظها من البيع. بينما ويستون مصمم على السيطرة على زوجته و The Paradise ، والتغلب على موراي لصالحه. موقف موراي في Bon Marche هو إشارة إلى سخرية أوكتاف موريه والمنافسة المستمرة مع نفس الشيء.

## إنتاج
تم تصوير المسلسل في قلعة لامبتون ، والتي تم تحويلها إلى متجر متعدد الأقسام صاخب في سبعينيات القرن التاسع عشر. إلى جانب ذلك ، تم بناء شارع فيكتوري به متاجر وحانة. تم استخدام Biddick Hall ، أيضًا في ملكية لامبتون ، كمنزل اللورد جليندينينج .

## الفرق

### فريق التمثيل الرئيسي
| حرف                      | صورت من قبل     | مرتكز على       | مواسم | مواسم     |
| حرف                      | صورت من قبل     | مرتكز على       | 1     | 2         |
| ------------------------ | --------------- | --------------- | ----- | --------- |
| دينيس لوفيت              | جوانا فاندرهام  | دينيس بودو      | Main  | Main      |
| ادموند لوفيت             | بيتر ايت        | بودو            | Main  | Main      |
| جون موراي                | ايمون إليوت     | أوكتاف موريت    | Main  | Main      |
| دودلي                    | ماثيو مكنولتي   | بوردونكل        | Main  | Main      |
| جوناس فرانكس             | ديفيد هايمان    | جوف             | Main  | Main      |
| آنسة أودري               | سارة لانكشاير   | مدام أوريلي لوم | Main  | Recurring |
| كلارا                    | سونيا كاسيدي    | كلارا برونير    | Main  | Main      |
| سام                      | ستيفن وايت      | هوتين وديلوش    | Main  | Main      |
| آرثر                     | فين بوريدج      | /               | Main  | Main      |
| العسل. كاثرين جليندينينج | إيلين كاسيدي    | مدام ديسفورجيس  | Main  | Main      |
| اللورد جليندينينج        | باتريك مالاهايد | بارون هارتمان   | Main  |           |
| بولين                    | روبي بنتال      | بولين كوجنوت    | Main  |           |
| سوزي بيل                 | كاتي مور        | /               |       | Main      |
| ميرتل                    | ليزا ميليت      | /               |       | Main      |
| توم ويستون               | بن دانيلز       | /               |       | Main      |
| فلورا ويستون             | إيدي وايتهيد    | /               |       | Main      |

### المتكررة والضيف يلقي
تم تسجيل النجوم الضيوف الذين لعبوا دورًا رئيسيًا في إحدى الحلقات في الاعتمادات الافتتاحية ، من بين الممثلين الرئيسيين ، لتلك الحلقة المحددة. تم تضمين أسماء الممثلين التالية في الاعتمادات الافتتاحية في حلقة واحدة على الأقل:
- أوليفيا هالينان في دور جوسلين بروكماير ، صديق ثري ولكن غير سعيد لكاثرين
- مارك بونار مثل بيتر أدلر ، فاعل خير ثري وخطيب لكاثرين
- آرثر دارفيل بدور برادلي بوروز ، الحلاق الذي كان شريك موراي التجاري لفترة قصيرة
- ديفيد بامبر مثل تشارلز تشيشولم ، صانع قبعات مع متجر عبر الشارع من الجنة
- أدريان سكاربورو بدور جوزيف فينتون ، أحد الإخوة فينتون ، رجال الأعمال الأثرياء العازمون على شراء The Paradise
- كيفن جوثري في دور ناثانيال ، أحد الأولاد الذين يعملون في خلجان التحميل في The Paradise ، والذي يعمل سراً من قبل السيد فينتون
- Branka Katic بدور Clémence Romanis ، مورد باريسي ذو تفكير حر وصديق لموراي
- جوليا فورد في دور روبي بيل ، والدة سوزي المبعثرة
- جون داتين مثل كامبل بالنتين ، المالك الأثري لمصنع بيرة ناجح
- ليز وايت بدور لوسيل بالنتين ، ممرضة سابقة تزوجت مؤخرًا من كامبل
- ناثان ستيوارت جاريت في دور كريستيان كارترايت ، مصور مشهور

## تسجيل صوتي
تم إصدار مقطع صوتي يضم موسيقى الملحن ماوريتسيو مالاجنيني من السلسلة ، بواسطة استوديوهات صور سيلفا في 26 أغسطس 2013. قامت أوركسترا BBC Concert Orchestra بأداء الموسيقى وتم تسجيلها في Air Studios ، Lyndhurst Hall ، لندن ، المملكة المتحدة. حصلت النتيجة على جائزة Music + Sound لعام 2013.

### قائمة التشغيل
| #   | عنوان                             | المدة |
| --- | --------------------------------- | ----- |
| 1.  | "The Paradise Lovebirds"          |       |
| 2.  | "The Portrait"                    |       |
| 3.  | "Children Arrive At The Paradise" |       |
| 4.  | "Impossible Love"                 |       |
| 5.  | "I Will Ruin You"                 |       |
| 6.  | "Reception Waltzer"               |       |
| 7.  | "Opening The Doors"               |       |
| 8.  | "We Will Never Know"              |       |
| 9.  | "Denise Is Entering The Paradise" |       |
| 10. | "Shopgirls"                       |       |

## إطلاق

### DVD
تم إصدار السلسلة 1 من قبل BBC Worldwide في منطقة 2 من ثلاثة أقراص تم تعيينها في 3 ديسمبر 2012.
تم إصدار السلسلة 2 بواسطة 2 Entertainment Entertain في مجموعة 2 ثلاثية الأقراص في 9 ديسمبر 2013.
تم إصدار السلسلة 1 و 2 بواسطة 2 Entertainment كمربع ستة أقراص تم تعيينه في 9 ديسمبر 2013.

### بلو راي
تم إصدار السلسلة 1 بواسطة BBC Home Entertainment in a Zone A المكون من قرصين فقط في 12 نوفمبر 2013.

## روابط خارجية
- The Paradise
- The Paradise  في قاعدة بيانات الأفلام على الإنترنت (بالإنجليزية)
- صفحة برنامج Paradise PBS